# Ramsach (Penzing)
Ramsach ist ein Ortsteil der Gemeinde Penzing im oberbayerischen Landkreis Landsberg am Lech.

## Geographie
Das Pfarrdorf liegt ca. 8 km nordöstlich der Großen Kreisstadt Landsberg am Lech. Es breitet sich in Nord-Süd-Richtung auf einer sanften Anhöhe aus. Ramsach liegt auf den Ausläufern der zum Ammersee-Gletscher gehörenden Moränenlandschaft, also am Übergang vom hügeligen zum flachen Land.
Das Dorf ist halbmondförmig von Osten nach Süden von Mischwäldern umrahmt. Dieser Wald mit der im Südosten liegenden „Fischgruab“ gibt dem Landschaftsbild seine besondere Prägung.
Zur Gemarkung gehört auch das 1 km südwestlich gelegene Anwesen Ziegelgrube.

## Geschichte

### Urkundliche Nachweise
Als ältester bekannter Nachweis gilt eine Urkunde von 1179, worin Papst Alexander III. dem Kloster Wessobrunn unter dem damaligen Abt Sigibold den Besitz des Zehents zu Ramesowe bestätigt. Später wird das Dorf in Urkunden mit Ramsaw bzw. Rambsach bestätigt. Die Vorsilbe Rams- deutet auf eine gleichnamige Pflanze (bittere Kreuzblume oder auch Ramsel) hin. Andererseits könnte auch der althochdeutsche Name hraban (=Rabe) eine Rolle spielen. Die Endsilbe ach weist auf ein fließendes Gewässer hin.

### Gerichtsverhältnisse
Den Gerichts- und Besitzverhältnissen entsprechend nennt eine Urkunde von 1280 Ramsach bereits zum Landgericht Landsberg gehörig. Einen Hof in Ramsach hatten zu Lehen Peter Abenstorffer, dann seit 1453 und 1463 Jörg Thaininger zu Pähl, 1520 dessen Sohn Hans Thaininger. 1542 empfängt Hans Moorenweiser den halben Hof, der andere Teil ist eigen. Im Jahre 1594 erhielten die Jesuiten in Landsberg die niedere Gerichtsbarkeit auf zwei Höfen in Untermühlhausen und Ramsach. Im Grund- und Salbuch von 1577 der Klosterliteralien Wessobrunn ist wiederholt ein Junker Hofer zu Romegg als Grundherr genannt. 1605 verkaufte Rosina Schned, Witwe des Wilhelm Schned zum Haag und Inning, geborene Hofer zu Urfahrn und Romegg, ihren Hof zu Ramsach mit 90 Tagwerk Grund, eine weitere Hofstatt, eine Sölde und 58 Tagwerk Buchenwald um 4.500 Gulden an Franz Füll in Windach. Außerdem gehörten auch noch andere Besitzungen zur Hofmark Windach. Nach dem Kataster von 1814 gab es im Ort 23 Wohngebäude, darunter einen 5/4 Hof (Schusterbauer), drei Halbhöfe und sieben Achtelhöfe; der Rest bestand aus kleineren Sölden.

### Historische Entwicklung
Ramsach blieb auch von den Kriegsereignissen nicht unberührt. Im Dreißigjährigen Krieg kamen fünf Ramsacher Einwohner um, mehrere Anwesen wurden niedergebrannt, die Hofstätten verödet. Die Pest raffte 1650 innerhalb eines Monats 32 Männer, Frauen und Kinder hinweg.
In den folgenden Jahrzehnten mussten Ramsacher Höfe an durchziehende Truppen und versprengte Haufen wiederholt Kontributionen leisten. Im Zweiten Weltkrieg passierte nach der Besetzung Landsbergs am 28. April 1945 eine amerikanische Panzerdivision den Ort.
Bis 1903 gehörte Ramsach zum Schul- und Kirchensprengel Geretshausen. Nach langwierigen Verhandlungen gelang im selben Jahr die Umschulung beziehungsweise Umpfarrung nach Oberbergen. Die Gründung einer eigenen Schule konnte nach 100 Jahre andauernden Bemühungen im Jahre 1952 verwirklicht werden.
Seit dem 1. Januar 1972 ist die ehemalige Gemeinde Ramsach im Rahmen der Gemeindegebietsreform ein Ortsteil der Gemeinde Penzing.
Im Jahre 1825 gab es in Ramsach 130 Einwohner in 29 Familien, 2006 waren es etwa 400.

### Kirche

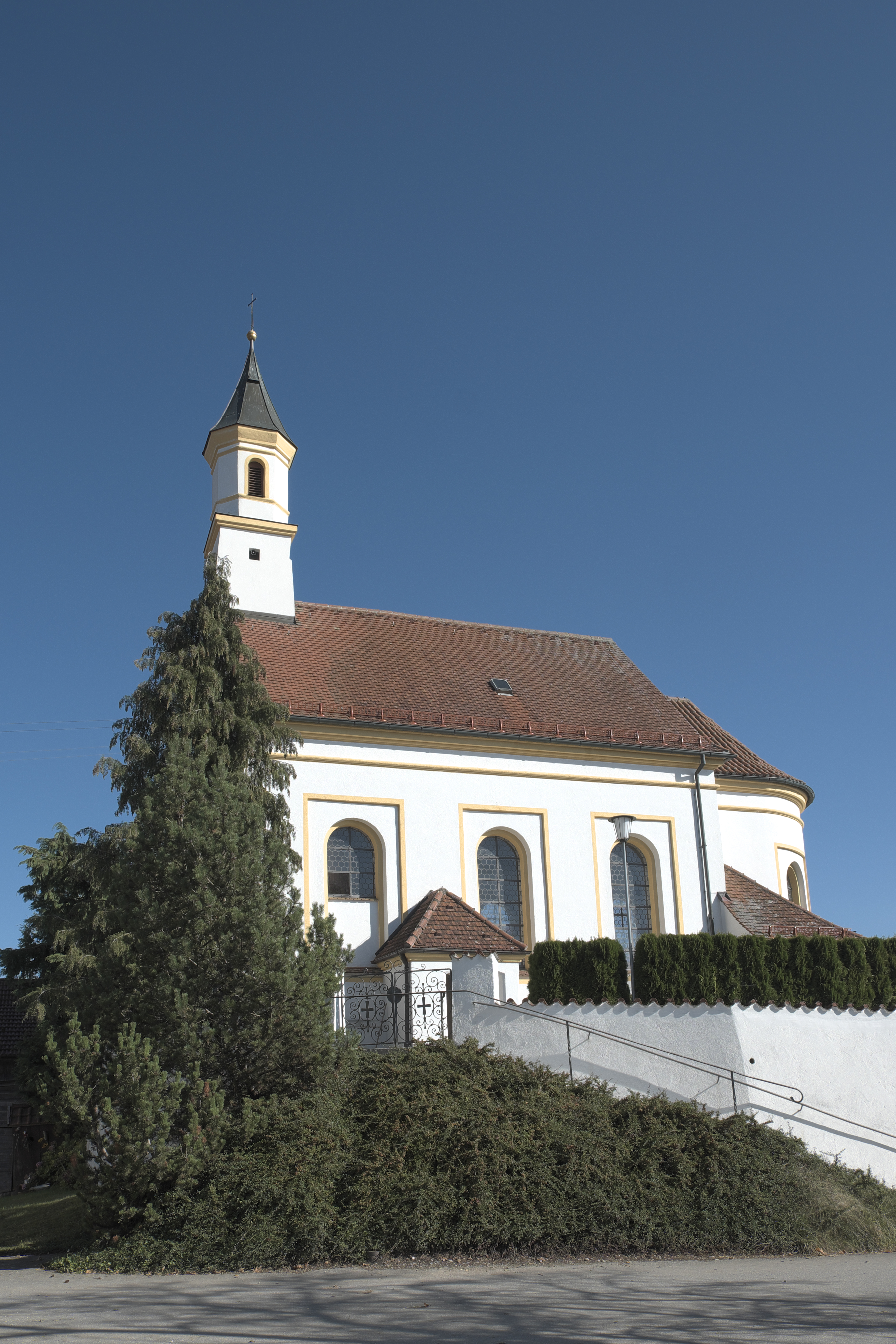
Katholische Filialkirche St. Pankratius

Die erste urkundliche Erwähnung einer Kirche in Ramsach stammt aus dem Jahr 1554, als ein Inventar über die Kirchen im Landgericht Landsberg abgefasst wurde, worin es heißt: Sannd Bangratzen Gotzhäusl zu Rambsach. Diese frühere Kirche, die auf dem Platz der heutigen gestanden hat, wurde durch den Dreißigjährigen Krieg sehr in Mitleidenschaft gezogen. Aus einem Visitationsprotokoll von 1707 geht hervor, dass die heilige Messe nicht mehr ohne Gefahr zelebriert werden konnte. Auf dem höchsten Punkt innerhalb des Dorfes ließ daher Franz Füll von Windach im Jahre 1719 die jetzige Kirche Sankt Pankratius erbauen. Sie ist ein einheitlicher Bau mit eingezogenem, halbrundem Chor und spitzem Dachreiter. Das Innere zeigt Pilastergliederung und eine Stichkappentonne. Der Hochaltar aus der früheren Kirche ist eine originale Schöpfung des Landsberger Kistlers Andreas Rem (1670); auf dem Hochaltar ein Abendmahlbild, darüber der Kirchenpatron. Die bedeutenden Plastiken stammen vom Landsberger Bildhauer Lorenz Luidl. Die Kirche wurde 1845 und 1968/70 renoviert. Die letzte Außenrenovierung war 2005.

### Ausbau der Infrastruktur
Durch den Anschluss an die Pöringer Wasserversorgungsgruppe im Jahre 1911 erhielt Ramsach schon frühzeitig eine gemeindliche Wasserleitung. 1976 wurde das Ortsnetz an das Netz Penzing angeschlossen, um den gewachsenen Bedarf zu abdecken zu können.
Die Elektrifizierung des Ortes erfolgte im Jahre 1920 durch die Lech-Elektrizitätswerke Augsburg, 1961 wurde der Ort mit Straßenbeleuchtung ausgestattet.
Im Rahmen der 1962/66 durchgeführten Flurbereinigung wurden die Feldwege ausgebaut, umfangreiche Entwässerungsanlagen errichtet sowie 32 Bauplätze und das Grundstück für einen Sportplatz vom Landkreis bereitgestellt. 1979 wurde der neue Friedhof mit Aussegnungshalle eingeweiht.
Da das einzige Gasthaus geschlossen wurde, erklärten sich zahlreiche Bürger bereit, in Gemeinschaftsaktion den Schulkeller in die heutige „Bürgerstub’n“ mit einer Schießanlage umzubauen, die Gemeinde Penzing trug die Materialkosten.

## Bodendenkmäler
Siehe: Liste der Bodendenkmäler in Penzing (Bayern)

## Verkehr
Ramsach wird im Norden von der Staatsstraße 2054 Landsberg am Lech – Fürstenfeldbruck berührt.
Busse des Münchner Verkehrs- und Tarifverbunds (MVV) verkehren von Ramsach aus zum etwa 10 km entfernten Bahnhof Geltendorf. Dort bestehen Regionalbahnanschlüsse nach München, Augsburg, Weilheim oder Lindau, außerdem fährt die S4 der S-Bahn München über die Münchener Innenstadt zum Flughafen München.